# Курбанов, Афат Магомед оглы
Афат Магомед оглы Курбанов (азерб. Afad Məhəmməd oğlu Qurbanov; 10 января 1929, Джуджакенд — 26 сентября 2009, Баку) — азербайджанский филолог, доктор филологических наук, профессор, член-корреспондент НАНА (1983). Заслуженный деятель науки Азербайджанской ССР (1981).

## Биография
Курбанов Афат родился 10 января 1929 года в селе Кызыл-Шафаг (Джуджакенд) Лори-Памбакского уезда Армянской ССР. В 1948 году окончил двухгодичный институт учителей в Тбилиси. В 1949 году поступил на факультет языка и литературы Азербайджанского государственного педагогического института имени В. И. Ленина. После окончания института с отличием, был назначен директором школы в селе Хамамлы Башкечидского района Грузинской ССР.
В 1956 году вернулся в Баку. В 1959 году окончил аспирантуру. В 1962 году защитил кандидатскую, а в 1968 году докторскую диссертацию на тему «Современный азербайджанский литературный язык».
С 1959 года работал ассистентом, преподавателем, доцентом, профессором кафедры азербайджанского языкознания Азербайджанского педагогического института.
В 1979 году был избран заведующим кафедрой азербайджанского языкознания АПИ .
С 1968 по 1981 год занимал должность декана филологического факультета АПИ . С 1981 по 1989 год был ректором института.
В 1983 году был избран членом-корреспондентом Академии наук Азербайджанской ССР.
Жена — Зохра Гурбанова. Дети: Рашад Курбанов — доктор юридических наук, профессор, заслуженный юрист Российской Федерации; Фуад Гурбанов — доктор медицинских наук; Фара Гурбанова — доктор медицинских наук, доцент; Фидан Гурбанова — доктор филологических наук, профессор; Рамин Гурбанов — доктор юридических наук, профессор, Президент Европейской комиссии по эффективности правосудия (ЕКЭП/CEPEJ) Совета Европы.

## Научная деятельность
Афат Курбанов является основателем ономастической научной школы в Азербайджане.
А. Курбанов — автор около 500 научных трудов, 70 из которых — книги.

### Избранные научные работы
- Азербайджанская ономалистика. — Баку: Азербайджанский государственный педагогический институт им. В. И. Ленина, 1986. — 116 с.

- Лингвистический анализ художественного текста. — Баку: Маариф, 1986. — 477 с.

- Современный азербайджанский литературный язык. — Баку: Маариф, 1986. — 406 с.

- Вопросы азербайджанской ономалогии. — Баку: Азербайджанский государственный педагогический институт им. В. И. Ленина, 1987. — 100 с.

- Методы языкознания. — Баку: Азербайджанский государственный педагогический институт им. В. И. Ленина, 1978. — 44 с.

- Поэтическая ономастика. — Баку: Азербайджанский государственный педагогический институт им. В. И. Ленина, 1988. — 39 с.

- Азербайджанский язык. — Баку: Маариф, 1987. — 141 с.